# Sphinctomyrmex caledonicus
Sphinctomyrmex caledonicus é uma espécie de formiga do gênero Sphinctomyrmex.